# فرانك هوارد (سياسي)
فرانك هوارد هو نقابي وسياسي كندي، ولد في 26 أبريل 1925، وتوفي في 15 مارس 2011. انتخب عضو مجلس العموم الكندي.